# Jules François Riché
Pour les articles homonymes, voir Riché.
Jules François Edmé Riché, né à Charleville le 31 octobre 1815 et mort à Paris le 22 février 1888, est un homme politique français,.

## Biographie
Il fait ses études au collège de Charleville puis s'inscrit au tableau des avocats de cette ville.
Élu Représentant du peuple en 1849, il est député des Ardennes de 1852 à 1860 et membre du conseil général des Ardennes pour le canton de Monthermé jusqu’en 1883. Nommé membre du Conseil d’État en 1860, il est Président de la section de Législation au Conseil d'État en 1868 puis de la section de l'Intérieur, de l'instruction publique et des Cultes en 1869.
Il est un des fondateurs en 1855 de la Compagnie des chemins de fer des Ardennes absorbée en 1863 par la Compagnie des chemins de fer de l'Est.
Rapporteur de la loi libérale de 1866 sur la propriété intellectuelle, il élabore en 1870 un projet de loi démocratique et libéral, comportant une réforme complète de la procédure civile: ce projet de loi était terminé et adopté au Conseil d'État quand survint le 4 septembre.
Présenté par l'Empereur Napoléon III au tsar Alexandre II de Russie lors de l'Exposition de 1867, ce dernier lui demanda de bien vouloir réviser le Code Napoléon pour l'approprier aux mœurs et aux aspirations de la Russie.
" À la veille des évènements de 1870, Napoléon III, qui n'était pas partisan de la guerre, avait demandé son avis à M. Riché après lui avoir fait part, ainsi qu'à d'autres hommes d'État, de ses appréhensions et de ses pressentiments.
- Sire, répondit M. Riché, si ce que vous dites est vrai, et je le crois, une guerre entreprise dans de telles conditions c'est la défaite et la ruine irrémédiable de l'Empire.

Cette réponse fut blâmée par presque toutes les personnes présentes et particulièrement par un général.

L'Empereur qui aimait la franchise de M. Riché, le retint à dîner et s'entretint longuement avec lui."  Journal La Patrie
Il avait épousé en 1841 Adèle Louise Victoire Tirman (1815-1893), fille du président du tribunal de Mézières. Par son fils Maurice, il est le grand-père d'Étienne Riché et Georges Riché, et par sa fille Louise (1842-1925) de Paul Renaudin.
Commandeur de la Légion d'honneur, il est inhumé dans une sépulture de famille à Charleville.
Une rue porte son nom à Charleville-Mézières.

## Sources
- Le Figaro du 24 février 1888
- La Gazette (France) du 25 février 1888
- La Patrie du 25 février 1888